# Агафонова, Александра Евгеньевна
Александра Евгеньевна Агафонова (2 октября 1993 года, Москва) — российская спортсменка, мастер спорта международного класса по паралимпийскому плаванию. Чемпионка мира, трехкратная вице-чемпионка и бронзовый призёр чемпионата мира, многократная чемпионка и рекордсменка России, рекордсменка Европы и мира.

## Биография
Имеет врожденное ортопедическое заболевание — Артрогрипоз верхних и нижних конечностей. До 2013 года занималась плаванием в СДЮШОР «Юность Москвы», под руководством заслуженного тренера России Наталья Степанова. С 2013 года представляет СШОР № 23. Тренер — Александр Юрьевич Холоимов.
С 2010 года входит в состав Паралимпийской сборной России по плаванию. Имеет звание мастер спорта международного класса. Многократная чемпионка и рекордсменка России, серебряный призёр Чемпионата Европы — 2011 в Берлине. Чемпионка мира — 2015 в Глазго.
Является студенткой факультета журналистики МГУ им. М. В. Ломоносова.